# Аухатов, Кагим Аухатович
Кагим Аухатович Аухатов (тат. Каһим Әүхәт улы Әүхәтов; 2 января 1932, Старый Курдым — 2014, Старый Курдым) — татарский и башкирский поэт. Лауреат премии А. Атнабаева (2003). Лирика поэта пропитана не только теплыми чувствами к родной земле, любимому труду, но также освещены социальные проблемы общества. Произведения поэта переполнены и легкой иронией, и злостной сатирой.

## Биография
Кагим Аухатович Аухатов родился 2 января 1932 года в деревне Старый Курдым (ныне Татышлинского района Республики Башкортостан). Отец — Габсаликов Аухат (1903—1942), крестьянин. Добровольцем в 1942 году ушёл на фронт и в том же году погиб, защищая свободу и независимость нашего народа.
Мать — Нуриасма Ситдиковна (1903—1955), крестьянка. После ухода мужа на фронт одна воспитывала пятерых детей. Она была слабовидящей, практически слепой, и из-за этого нигде не могла работать. Из пятерых детей в живых остались лишь Кагим и его младшая сестра Раиса (р. 1940), остальные умерли от голода.
До начала ВОВ совсем еще юный Кагим начинает учебу в семилетней школе деревни Курдым, еще в раннем возрасте учителя замечают его тягу к литературе и знаниям. Проучившись два полных класса и половину третьего, будущему поэту из-за невзгод войны, неработоспособности матери и трагедии постигшей семью (смерть отца на фронте) приходится бросить учебу в школе и начать взрослую жизнь, чтоб хоть как то прокормить слепую мать и сестрёнку. Эти года накладывают определенный отпечаток на творчество поэта.
С 27 июня 1952 — декабрь 1955 гг. — служба в ГСВГ 16-я ВА ВВС в г.Бранденбург ГДР. Во время службы в армии у поэта умирает мать, а к приезду из армии единственная сестра уезжает жить в Казахскую ССР (ныне Республика Казахстан). В марте 1958 года Кагим Аухатович по комсомольской путевке отправляется в г.Караганда Казахскую ССР, для строительства Карагандинского металлургического комбината. Там же встречает свою возлюбленную Закиру Габидулловну, урожденная Абдрахимова (1928—1998), которая родом из Республики Башкортостан, Архангельский район, д. Азово. Молодые женятся и осенью 1959 года возвращаются обратно в родное село поэта, здесь у них рождается дочь Зиля (1959—1977) и сын Фаниль (1960). По возвращении поэт работает заведующим сельским клубом. Жизнь в родной деревне дается трудно молодой семье и они в 1962 году решают уехать обратно в Казахстан, получают там квартиру от государства, здесь у них рождается второй сын Иршад (1964). Куда бы поэт не уезжал, любовь к родной земле притягивает его и он снова с семьей возвращается в родную деревню. Уже на родине появляется на свет дочь Алсу (1968).
После возвращения из Казахской ССР, Кагим Аухатович работает секретарем в Курдымском сельсовете. В 1966 году поэт в первый раз отправляет стихи в республиканскую газету «Кызыл таң». В 1970 году поэта назначают на должность полевого бригадира, а весной 1973 года, по возвращении домой после получения очередного наряда работ от председателя колхоза, на улице происходит встреча Кагима Аухатовича и Ангама Касимовича Атнабаева (односельчанин, народный поэт Республики Башкортостан). Ангам Касимович отмечает частоту появления стихов своего коллеги в газетах и журналах республики, советует ему начать работу над собственным сборником стихов. Начиная с этого же дня, Кагим Аухатович приступает к творческой работе. Тем временем, судьба преподносит поэту новые испытания. Он тяжело переживает за старшую дочь, у которой обнаружили неизлечимую болезнь. И на работе у Кагима Аухатовича прибавляется хлопот — год выдается не урожайным. Только в 1976 году, поэт собрав свои лучшие стихи, отправляется в столицу Республики Башкортостан г.Уфа.
Перед печатью сборник проверяется в секции поэзии при Союзе писателей республики Башкортостан, главой которого на тот момент являлся Равиль Бикбаев (народный поэт республики Башкортостан). После анализа стихов, комиссия отмечает еще доселе не освященную никем из них тему — хлеб, труд хлебороба, тот мягкий образ, которым все это подается:

«Кырлар буйлап атлап киләсең син,

Тук башаклар җилдә тирбәлә.

Бу минутта юктыр кебек җирдә

Бәхетлерәк кеше синнән дә!

Шушылар бит йөрәк хисләренең,

Тозлы тирләреңнең җимеше.

Кешелеккә икмәк яшәү бирсә,

Син — икмәккә яшәү бирүче.

Үстерүче кыягыннан тартып,

Үз балаңдай күреп, игенче.

Уңыш булса — ихлас сөенүче,

Ә булмаса — янып көюче

Бар нәрсәдән өстен, бөтен күреп

Олылыйлар икән икмәкне.

Хаклы аңа икмәк! Димәк, син дә

Дан, хөрмәткә лаек шул хәтле»— «Игенче»
Но и дают понять поэту над чем ему стоит поработать. Принимая во внимание всю критику, Кагим Аухатович начинает работу над ошибками, уже понимая какие этапы проверок проходит книга перед печатью, поэт читает много литературы как на татарском так и на башкирском языках. В том же году он отправляет стихи в республиканские газеты и журналы («Ағиҙел», «Яшь көчләр», «Кызыл таң»). Зимой 1977 года он снова едет в Уфу, комиссия отмечает плодотворную работу над сборником и единогласно дает добро на печать первой книги Кагима Аухатовича под названием «Баҫыу йыры» (1980). Рецензентом выступил известный литературовед, критик Ким Абузарович Ахмедьянов, а редактором — Равиль Сахиуллович Шаммасов, башкирский поэт, литератор.
Весной 1977 года поэту приходит письмо от Союза писателей Республики Башкортостан, с предложением пройти обучение в одном из Московских вузов литературы и с просьбой приехать в Уфу для заполнения документов. В эти годы поэт занимался строительством дома, так же болела жена и он не мог её оставить одну с детьми. Кагим Аухатович пишет отказное письмо, объясняя все причины.
В 1981 году Кагима Аухатовича председатель колхоза назначает на должность заведующего молочной фермой. На тот момент молочная ферма переживала тяжелые времена и назначение нового заведующего казалось должно было решить проблемы. Так и получилось, Курдымская молочная ферма выходит на третье место в районе. В 1983 году на свет выходит вторая книга «Ауылым үрҙәре», а в 1984 году поэт становится лауреатом премии газеты «Кызыл таң». 80-е годы оказываются для Кагима Аухатовича очень плодотворными и уже в 1985 году он снова едет в Уфу для печати третьего сборника стихов. В этот раз главой секции являлся Муса Гали (башкирский поэт фронтовик, «Заслуженный работник культуры РСФСР»). Третий сборник поэта подвергается сильной критике, в большей степени из-за присутствия стихов на татарском языке. После пересмотра своего сборника Кагим Аухатович не спешит отдавать его на печать, так как в эти годы шел сбор подписей об открытии союза писателей на татарском языке с требованием печататься именно на татарском языке.
После 9 лет работы заведующим молочной фермой, поэт возвращается на любимую работу полевого бригадира. Трудится в этой должности до осени 1993 года, и наконец, осенью выходит на заслуженный отдых, в том же году публикуется очередная уже третья по счету книга под названием «Тормош майҙанында» (1993). Как бы хорошо все ни складывалось в жизни есть белые и черные полосы, в 1998 году после тяжелой болезни легких умирает жена поэта. Закира Габидулловна была не только спутницей жизни поэта, но и верным другом. С ней он прошел все трудности послевоенной жизни, вместе они вырастили и воспитали детей, Закира Габидулловна давала своему мужу ценные советы, помогала переводить стихотворения с татарского на башкирский язык. Свою скорбь, поэт выражает в следующих стихах:

«Бүген юк син… Киттең калдырып…

Ялгызлыклар бик тә, бик тә яман,

Төшерә ул төрле уйларга.

Сагынганда гына кайтмаса да

Көтәр кешең булсын дөньяда.»
В феврале 2003 года Кагиму Аухатовичу за большой вклад в развитие культуры и искусства Татышлинского района Республики Башкортостан присуждают премию имени Ангама Атнабаева. Получив дополнительный заряд, поэт начинает работу над следующим сборником, участвует в различных заседаниях поэтов и писателей республики, состоит в Янаульском литературном объединении «Замандаш» и в сообществе поэтов Татышлинского района «Ак чишмә».
14 октября 2014 года сердце поэта Кагима Аухатовича перестало биться. Похоронен он у себя на родине, в селе Старый Курдым Татышлинского района Республики Башкортостан.

## Опубликованные книги
На башкирском языке:
- Баҫыу йыры, Өфө, 1980;
- Ауылым үрҙәре, Өфө, 1984;
- Тормош майҙанында, Өфө, 1993;
- Шиғырҙар, Өфө, 1993;

На татарском языке:
- Кырларым — тугайларым. Хикәяләр, шигырьләр, Ү.Тәтешле, 2005;
- Җирем җыры, Өфө, 2008;
- Табынымда җирем җылысы, Ү.Тәтешле;